# The Warriors (film)
The Warriors je americký dramatický film z roku 1979 společnosti Paramount Pictures, který je v zahraničí považován za kultovní[zdroj?]. Film vykazuje mnoho společných znaků s povídkou Sola Yolicka. Povídka i film obsahují společné prvky z knihy Anabáze řeckého spisovatele Xenophona.
V epizodních rolích či jako komparz se ve filmu mihli později známí herci Steve James, Mercedes Ruehl, Sonny Landham a režisér Craig R. Baxley.

## Děj
Cyrus (Roger Hill), vůdce gangu The Gramercy Riffs, nejsilnějšího gangu v New York City, svolává půlnoční sjezd všech gangů z New York City. Od každého gangu vyžaduje 9 zástupců beze zbraní, kteří se mají dostavit do parku Van Cortland. The Warriors, pocházející z Coney Island ve čtvrti Brooklyn, jsou jedním z gangů. Cyrus navrhuje všem gangům uzavření trvalého příměří a tím si chce zajistit cestu k ovládnutí města. Většina gangů schvaluje jeho nápad, ale Luther (David Patrick Kelly) zastřelí Cyruse propašovanou zbraní. V nastoleném zmatku Luther svede vraždu Cyruse na vůdce gangu The Warriors, Cleona (Dorsey Wright), který je následně ubit k smrti gangem The Gramercy Riffs. Ostatní členové gangu utíkají na blízký hřbitov, kde Swan (Michael Beck) rozhodne jít zpět na Coney Island pomocí metra i přes riziko střetnutí s ostatními gangy. The Gramercy Riffs shledají The Warriors vinnými a předají zprávu o Cyrusově smrti DJ (Lunne Thigpen), která prostřednictvím rádia dává informace ostatním gangům.
Při jednom střetu s gangem Turnbull AC's se The Warriors podaří uniknout do metra. Nicméně při cestě na Coney Island je vlak zastaven kvůli ohni na kolejích, The Warriors jsou nuceni vystoupit dříve v Tremontu, území patřící gangu The Orphans vedeného mužem jménem Sully (Paul Gresco), jenž jedná se Swanem a Verminem (Terry Michos) mírumilovně. Nicméně Mercy (Deborah Van Valkenburgh) chce vyprovokovat bitku mezi The warriors a The Orphans, čemuž se první jmenovaný gang vyhne vržením Molotovova koktejlu. Mercy se rozhodne následovat The Warriors.
Poté, co gang dorazí na stanici 96th Street na Manhattanu, jsou pronásledováni hlídkující policií. Tři z nich utečou do vlaku mířícího na Union Square, zatímco Fox (Thomas G. Waites) utíká s Mercym jiným směrem, kde se dostane do potyčky s policistou, jejímž výsledkem je svržení Foxe policistou do kolejí pod projíždějící vlak metra, Mercy se podaří uniknout. Swan a zbývající tři členové utíkají ven z metra, kde se musí dát opět na útěk, tentokrát před gangem The Baseball Furies. Po krátké honičce se dostávají dva zmíněné gangy do potyčky, kde díky úspěšné taktice Swana a Snowa (Brian Tyler) The Warriors vítězí. Po rvačce se Ajax (James Remar) pokusí o znásilnění osamělé ženy. Ajax je zatčen, poněvadž žena byla policistka v utajení.
Při příjezdu na stanici 72nd Street se Vermin, Cochise (David Harris) a Rembrandt (Marcelino Sánchez)seznámí s gangem tvořeného výhradně dívkami, The Lizzies. V jejich úkrytu dívky vytasí zbraně a pokusí se o zabití členů třech členů The Warriors, ale těsně unikají a nyní vědí, že všichni ve městě jsou přesvědčeni o smrti Cyruse rukou The Warriors.
Poté, co Swan odešel od ostatních napřed, vrací se na stanici 96th Street, kde najde Mercy. Dostávají se do další honičky s policií a Swan a Mercy utečou do tunelu metra. Vrací se zpět na Union Square, kde se setkává s ostatními členy gangu. Narazí na nepřátelský gang, The Punks, se kterým bojují a vyhrávají. Gang The Riffs mezitím navštěvuje člen konkurenčního gangu, který informuje o skutečnosti, která se stala na sjezdu gangů.
The Warriors se konečně dostávají na Coney Island, kde jsou ovšem konfrontováni dalším gangem, The Rogues. Swan vyzývá Luthera na souboj muže proti muži, ovšem Luther tasí revolver. Swan hází svůj nůž do Lutherova předloktí a tím ho ozdbrojuje. The Riffs přicházejí, aby uvedli události na pravou míru. Po krátkém monologu nechávají The Warriors projít. DJ na konci ohlašuje, že poplach byl odvolán, když vyšla najevo pravda o zastřelení Cyruse.

## The Warriors jako obchodní značka
Zatímco film byl samotnou adaptací románu, podle filmu vznikly další výrobky. Soundtrack byl vydán v témže roce, ve kterém měl premiéru film.
- Rockstar Games vydali v roce 2005 videohru The Warriors vytvořenou na základě filmu.
- Společnost Mezco Toyz vydala k 25. výročí vzniku filmu v roce 2005 edici akčních figurek založených na některých postavách vyskytujících se ve filmu.
- Warner Bros Entertainment vydala ke stažení titul pro Xbox 360 s názvem The Warriors: Street Brawl. Hra zaznamenala vesměs negativní recenze.
- V roce 2009 společnost Dabel Brothers Productions začala na základě tohoto filmu vydávat pět komiksů. Zatím byla vydána 4 čísla s názvem The Warriors: Jail Break, který se koná několik měsíců po událostech ve filmu.

## Remake
Režisér Tony Scott oznámil v roce 2008 remake, který by se odehrával v Los Angeles namísto v New Yorku, kde se konal originální film.
„Originální The Warriors byli v New Yorku sedmdesátých let, a vše šlo nahoru a vertikálně. A já teď tvořím současné věci v Los Angeles, takže vše je horizontální. Moje vize The Warriors je Los Angeles v roce 2007 a gangů místo toho, aby jich bylo 30, bude 3 000 nebo 5 000.“
Scott se setkal se současnými gangy, mimo jiné Crips a Bloods, kvůli výzkumu pro svůj remake.